# Lyonsia granulifera
Lyonsia granulifera är en musselart som beskrevs av Addison Emery Verrill och Katharine Jeanette Bush 1898. Lyonsia granulifera ingår i släktet Lyonsia och familjen Lyonsiidae. Inga underarter finns listade i Catalogue of Life.